# Nagorno-Karabach
Republiken Artsach, fram till 2017 Republiken Nagorno-Karabach var en utbrytarstat med armenisk majoritetsbefolkning i södra Kaukasus, de facto beroende av Armenien. Republiken saknade internationellt erkännande och betraktades de jure som en del av Azerbajdzjan. 
Området Nagorno-Karabach (en rysk term som betyder ”bergiga Karabach”) blev en källa till dispyter mellan republikerna Armenien och Azerbajdzjan när båda länderna blev självständiga från Ryssland 1918. Sedan Sovjetunionen expanderat in i södra Kaukasus etablerades 1923 Nagorno-Karabachs autonoma oblast (NKAO) inom Azerbajdzjanska SSR. I november 1991 upplöste Azerbajdzjans parlament regionens självstyre, och den 10 december 1991, när Sovjetunionen hade kollapsat, genomfördes en folkomröstning i NKAO, det angränsande distriktet Shahumyan samt deldistriktet Getashen, som resulterade i en självständighetsförklaring från Azerbajdzjan som Republiken Nagorno-Karabach, vilken inte erkändes av någon internationell organisation eller något land inklusive Armenien.
Under de sista åren före Sovjetunionens upplösning var området återigen en källa till dispyter mellan Armenien och Azerbajdzjan och situationen kulminerade i ett krig om området. Sedan eldupphör utropats 1994 kom den största delen av Nagorno-Karabachområdet och en del andra kringliggande områden i Azerbajdzjan under Artsachs kontroll. 
I september 2020 inledde Azerbajdzjan andra Nagorno-Karabachkriget, som varade i tre månader. Genom sin militäroffensiv tog man kontroll över en del av södra Nagorno-Karabach inklusive städerna Hadrut och Sjusja. Kringliggande områden runt Nagorno-Karabach, som Kalbajar, Agdam och merparten av Latjin, överlämnades till Azerbajdzjan som en del av det avtal som ingicks av parterna efter att ett vapenstillestånd utropats den 10 november 2020. Latjinkorridoren mellan Armenien och Artsach samt resten av Artsach skulle säkras av ryska fredsbevarande trupper.
Den 19 september 2023 bröt Azerbajdzjan vapenvilan och genomförde ytterligare en offensiv mot utbrytarstaten. De ryska fredsbevarande styrkorna ingrep inte, och republiken Artsach kollapsade redan nästa dag. Nästan hela republikens armeniska befolkning flydde till Armenien. Artsachs president Samvel Shahramanyan skrev på en order som upplöste samtliga statliga institutioner från och med den 1 januari 2024, då republiken officiellt upphörde att existera som statsbildning.

## Etymologi
Artsach (armeniska: Արցախ) är en term som betecknar den 10:e provinsen i det forna armeniska kungadömet samt det medeltida armeniska kungariket Artsach (1000–1261). I urartiska skrifter (9:e - 7:e århundradena f.kr.), användes namnet Urtechini för detta område.
Gamla grekiska källor kallade området Orchistene.
Ordet "Karabach" härstammar från turkiska och betyder bokstavligen den "svarta trädgården". Namnet dyker först upp i georgiska och persiska källor under de 13:e och 14:e århundradena. Den besläktade beteckningen Karabagh används för att beskriva en typ av mönster för lokalt framställda, handvävda mattor, och det är även en accepterad alternativ stavning för Karabach.
Namnen för området på olika lokala språk översätts alla till "bergiga Karabach", eller "bergiga svarta trädgården":
- Armeniska: Լեռնային Ղարաբաղ, translittererat till Lernajin Gharabagh
- Azeriska: Dağlıq Qarabağ eller Yuxarı Qarabağ (med betydelsen "bergiga Karabach" eller "övre Karabach")
- Ryska: Нагорный Карабах, translittererat Nagornyj Karabach

Detta är inte begränsat bara till de lokala språken i området; namnet på franska är Haut-Karabakh (övre Karabach), trots att "Nagorno-Karabach" var allmänt använt i franska medier under 1990-talet.

## Geografi

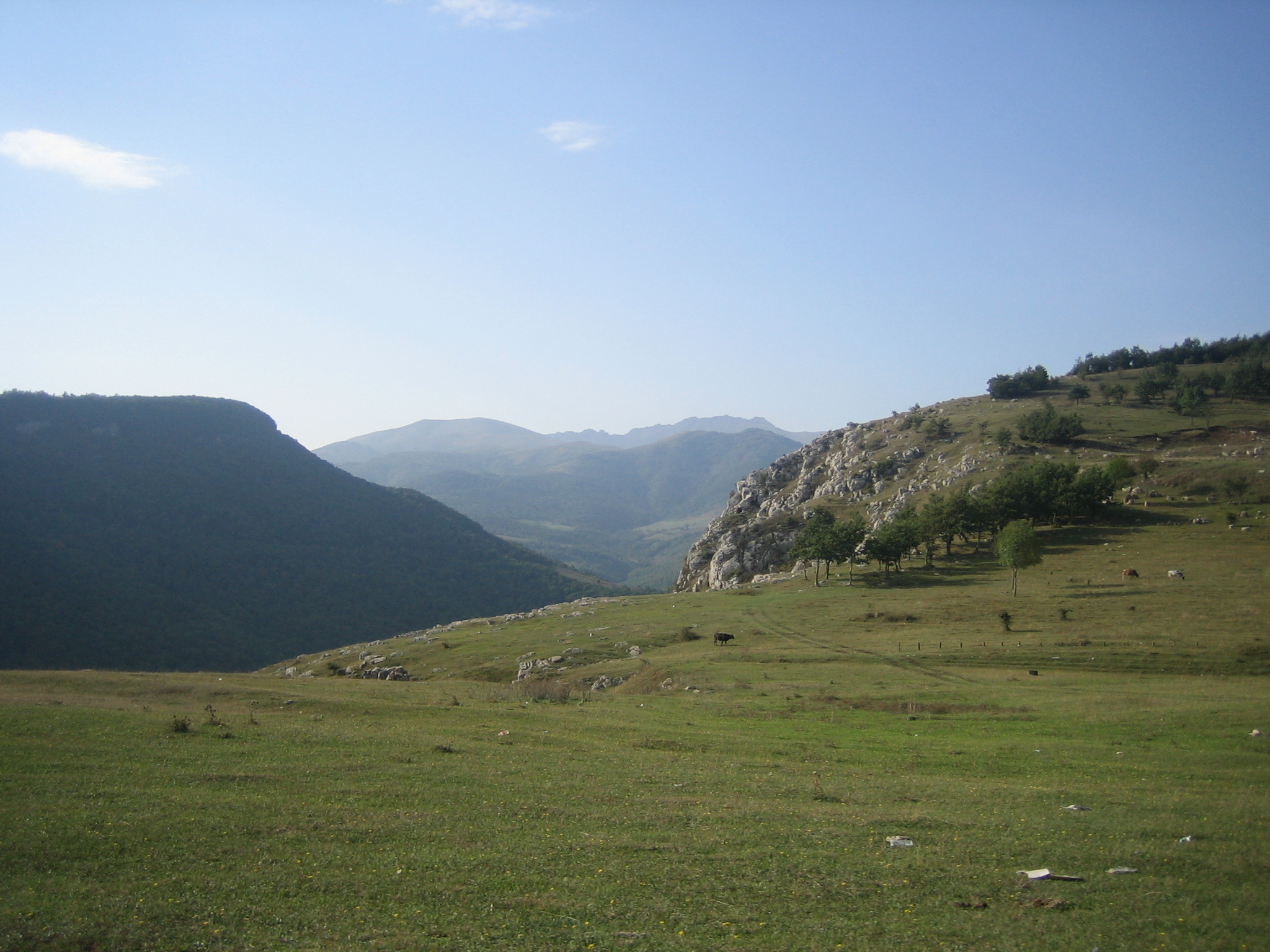
En vy över bergen utanför Sjusji.

Området har en total yta av 4 400 km² och omges helt av azeriska distrikt; dess närmaste punkt till Armenien är via Latjinkorridoren som är 4 kilometer bred. Det hade en befolkning på 192,000 1989. Befolkningen vid den tiden var huvudsakligen armenisk (76%) och azerisk (23%) med ryska och kurdiska minoriteter. Huvudstaden är Stepanakert (känt i Azerbajdzjan som Xankəndi, Xankändi). Dess andra större stad, Sjusja, ligger idag delvis i ruiner.
Nagorno-Karabach nuvarande gränser som etablerades under Sovjet-tiden, gör att landet påminner lite om en böna till formen, med en inbuktning på den östra sidan. Det har mycket höga bergskedjor längs med den norra avgränsningen och i väster, och de södra delarna är mycket bergiga. Delen nära "bönans" inbuktning är en relativt utplattad dal med de två kanterna på "bönan", provinserna Martakert och Martuni Rayonu, som också har platt landskap. Andra flata dalar existerar runt Sarsangreservoaren, Hadrut, och de södra delarna. Mycket av Nagorno-Karabach är skogklätt, särskilt uppe i bergen.
Det moderna Nagorno-Karabachs territorium utgör en del av det historiska området Karabach, som ligger mellan floderna Kura, Araxes, och dagens gräns mellan Armenien och Azerbajdzjan. Under forntid och medeltid bestod detta större område av de historiska provinserna Artsach och Utik, vilka vid olika tidpunkter alternerade mellan kungarikena Armenien och kaukasiska Albanien. Artsach-Utikområdet fick namnet Karabach med början under 1200- och 1300-talen. Den östra delen av Karabach (i stort sett motsvarande Utik) ligger på en lägre och plattare terräng, har traditionellt kallats Nedre Karabach, medan den västra bergiga delen (i stort sett motsvarande Artsach) har kallats för Bergiga eller Övre Karabach. 
Nagorno-Karabach inom sina moderna gränser, är en del av det större området Övre Karabach.

## Administrativ indelning

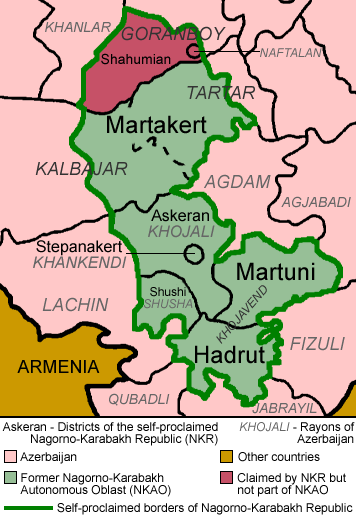
Karta över NKAO:s indelning och närliggande azeriska distrikt.

Republiken Artsach är uppdelat i åtta distrikt, vilka motsvarar de fem distrikten i Nagorno-Karabach autonoma oblast (NKAO), Stepanakert stad samt två distrikt (Shahumyan och Kashatagh) bestående av kringliggande områden runt forna NKAO. 
Artsach betraktar Shahumyan-distriktet samt deldistriktet Getashen från Azerbajdzjan SSR som hade en armenisk majoritetsbefolkning som en del av republiken, men de var inte en del av Nagorno-Karabach autonoma oblast. Representanter från Shahumyan deklarerade självständighet tillsammans med Nagorno-Karabach, och proklamerandet av Republiken Nagorno-Karabach inkluderar Sjahumjandistriktet inom dess gränser. Till skillnad från resten av Nagorno-Karabach kontrolleras Shahumyan-distriktet idag av Azerbajdzjan och Artsachs Shahumyan-distrikt består i praxis endast av området kring Kalbajar. 
1991, innan Artsachs självständighetsdeklaration, beslutade den azeriska regeringen att upplösa NKAO och skapa azeriska distrikt i dess ställe. Som resultat är vissa av Nagorno-Karabachs uppdelningar motsvarande de azeriska distrikten, medan andra använder annorlunda gränser. 
En jämförande tabell över de nuvarande distrikten i Nagorno-Karabach och de motsvarande distrikten enligt Azerbajdzjan följer nedan:
| Distrikt i Artsach | Huvudstad   | Motsvarande distrikt i Azerbajdzjan                                  |
| ------------------ | ----------- | -------------------------------------------------------------------- |
| Stepanakert        | Stepanakert | Chankändi (stad)                                                     |
| Askeran            | Askeran     | Xocalı rayonu, Ağdam Rayonu                                          |
| Hadrut             | Hadrut      | södra Xocavənd Rayonu, Cəbrayıl Rayonu, delar av Füzuli Rayonu       |
| Martakert          | Martakert   | östra Kəlbəcər Rayonu och västra Tartar Rayon, delar av Ağdam Rayonu |
| Martuni            | Martuni     | norra Xocavənd Rayonu, delar av Ağdam Rayonu                         |
| Sjahumean          | Karvatjar   | södra Goranboy Rayonu, västra Kəlbəcər Rayonu                        |
| Sjusji             | Sjusji      | Sjusja                                                               |
| Kasjatagh          | Berdzor     | Laçın Rayonu, Qubadlı Rayonu, Zəngilan Rayonu                        |

## Demografi
Nära Sovjetunionens kollaps 1989, hade Nagorno-Karabach autonoma oblast beräknat sin befolkning av 145 593 armenier (76,4 %), 42 871 azerer (22,4 %) samt några tusen kurder, ryssar, greker och assyrier. De flesta av azererna och kurderna flydde från området under åren med de hårdaste striderna under kriget mellan 1992 och 1993. Regionens huvudspråk är armeniska; ändå talar Karabach-armenierna en dialekt av armeniska som är ganska annorlunda den armeniska som talas i Armenien, då det är influerat av ryska, turkiska och persiska ord och uttryck.
Artsachs befolkning var 2001 till 95 % armenisk medan resten var assyrier, greker och kurder. I mars 2007 tillkännagav republiken att dess befolkning uppgick till 138 000. De årliga födelsetalen noterades till 2 200 - 2 300 per år, en ökning från nästan 1 500 år 1999. Fram till år 2000, var landets nettomigration negativ. Under det första halvåret 2007 rapporterades 1 010 födda och 659 döda. Nettoimmigrationen var (-)27.
De flesta i den armeniska befolkningen är kristna och tillhör den armeniska apostoliska kyrkan, men även andra orientaliska ortodoxa kristna och evangeliska kristna beteckningar förekommer; bland övriga religioner märks också judendom.

## Kultur

### Nationalsång
Artsachs nationalsång heter Azat u ankach Artsach (armeniska: Ազատ ու անկախ Արցախ, ungefär "ett fritt och självständigt Artsach"). Den antogs 1992.

## Historia

### Tidig historia

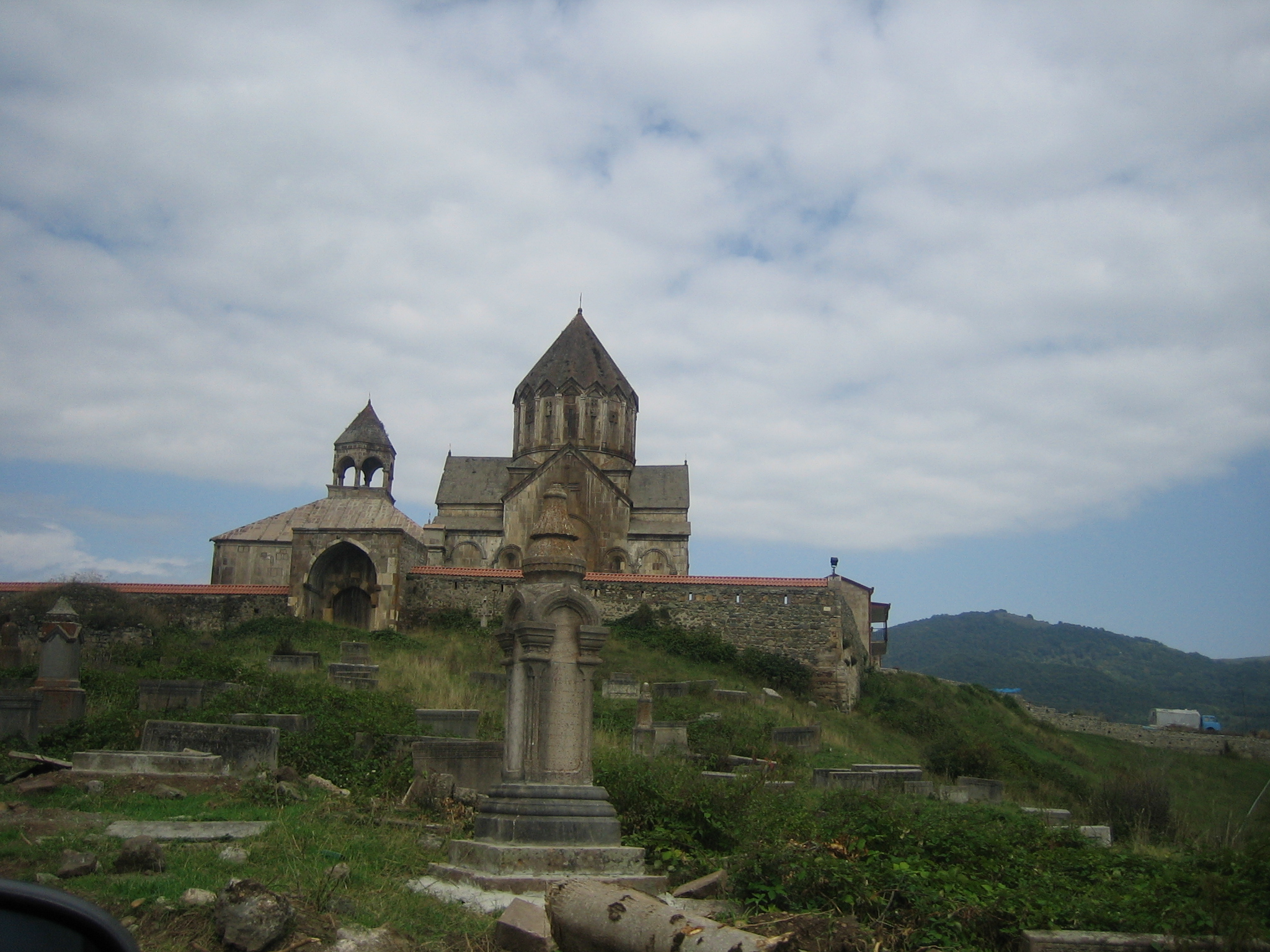
Armeniskt kloster i Gandzasar, byggt under 1300-talet

Karabach tillhör de områden som innehades av folk som är kända av moderna arkeologer. som t.ex. Kura-Araxeskulturen mellan de två floderna med dessa namn. Områdets antika historia är ganska okänd främst för att det är ont om historiska källor. Under olika tider i antiken, som är svåra att exakt fastställa, var området en del av Kaukasiska Albanien, och under andra tider var det en del av kungariket Armenien.
Armenier har bott i Karabach sedan ryska imperiets dagar. Under tidig medeltid assimilerades den inhemska albanska befolkningen i Karabach till dagens azerier.
Under 600- och 700-talet styrdes området av guvernörer utsedda av kalifen. Enligt gamla medeltida armeniska källor grundades den albanska kyrkan av katholikos Grigorios – den albanska kyrkans överhuvud – under 300-talet. Den absorberades senare  under 1800-talet av den ryska kyrkan . Under det 11:e århundradet etablerades furstendömet Chatjin i Artsach. Under det 15:e århundradet var området Karabach en del av staterna Kara Koyunlu och Ak Koyunlu.som

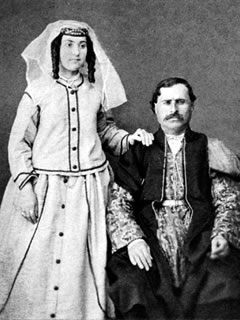
Ett gift par från Nagorno-Karabach under 1900-talets början.

Tidigt under 16:e århundradet efter att Ak-Koyunlu-staten fallit samman, övergick kontrollen över området till Safavid-dynastin i Iran, som skapade Ganja-Karabachprovinsen (beglarbekdom, bəylərbəyliyi). Trots dessa erövringar förblev befolkningen i Övre Karabach azerisk. Under 14:e århundradet formades ett lokalt albanskt ledarskap bestående av fem adliga dynastier ledda av furstar, vilka hade titlar som meliker och refererades till som Khamsa (fem på arabiska). I dessa fem melikdömen var det endast ett, Chatjen, som hade en melik  som var infödda från Karabach, medan de fyra andra grundades av invandrare från andra delar av södra Kaukasus. Från början under kontroll från Ganjakhanatet under Sefevi-riket, garanterades de albanska melikerna en hög grad av autonomi för Safavidernas rike i Övre Karabach.
De albanska melikerna upprätthöll kontrollen över området i fyra århundraden ända till mitten av 18:e århundradet. Tidigt under 18:e århundradet tog Persiens Nadir Shah Karabach från Ganja-khanerna kontroll - detta som straff för att de stödde Safaviderna Under samma tid garanterades de armeniska melikerna, som belöning för sina segrar över invaderande osmanska turkar under 1720-talet, högsta befäl över omgivande albanska furstendömen och muslimska khaner i Kaukasus. Under mitten av 1700-talet ledde interna konflikter till att melikernas ställning försvagades, och Karabachkhanatet grundades.
Karabach togs över av Kejsardömet Ryssland genom Kurektjajfördraget, som undertecknades av Karabachs khan och den ryske tsaren 1805, och senare ytterligare formaliserades av det rysk-persiska Gulistan-fördraget 1813, innan resten av Transkaukasien inlemmades i det ryska imperiet 1828 genom fördraget i Turkmentjaj. Karabachkhanatet upplöstes 1822 och området blev en del av guvernementet Jelizavetpol inom det ryska imperiet. Sedan Karabachkhanatet annekterats av Ryssland emigrerade många muslimska familjer till Iran, medan många armenier uppmuntrades av den ryska regeringen att emigrera från Iran till Karabach.

### Sovjettiden

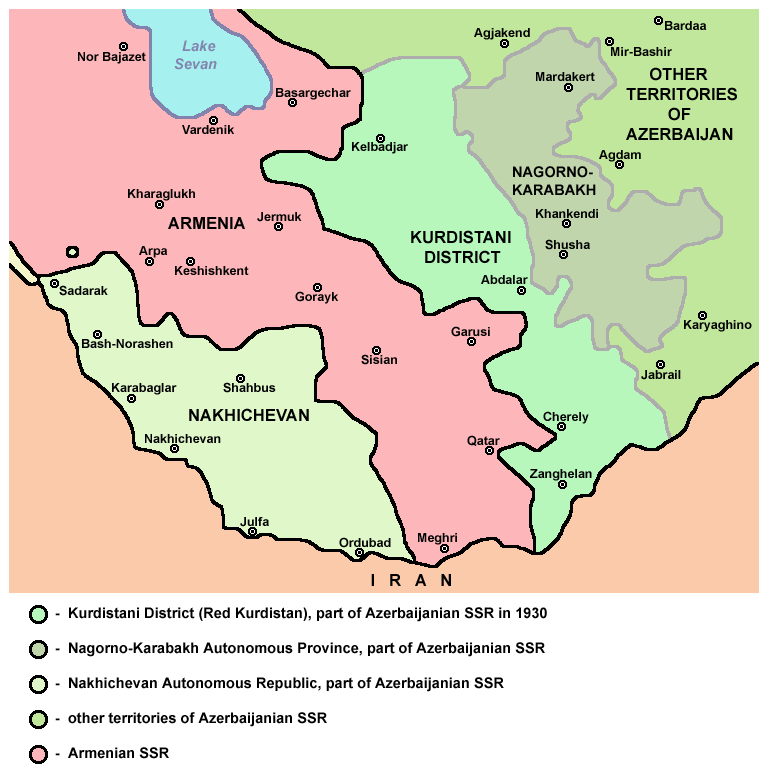
Nagorno-Karabac 1930

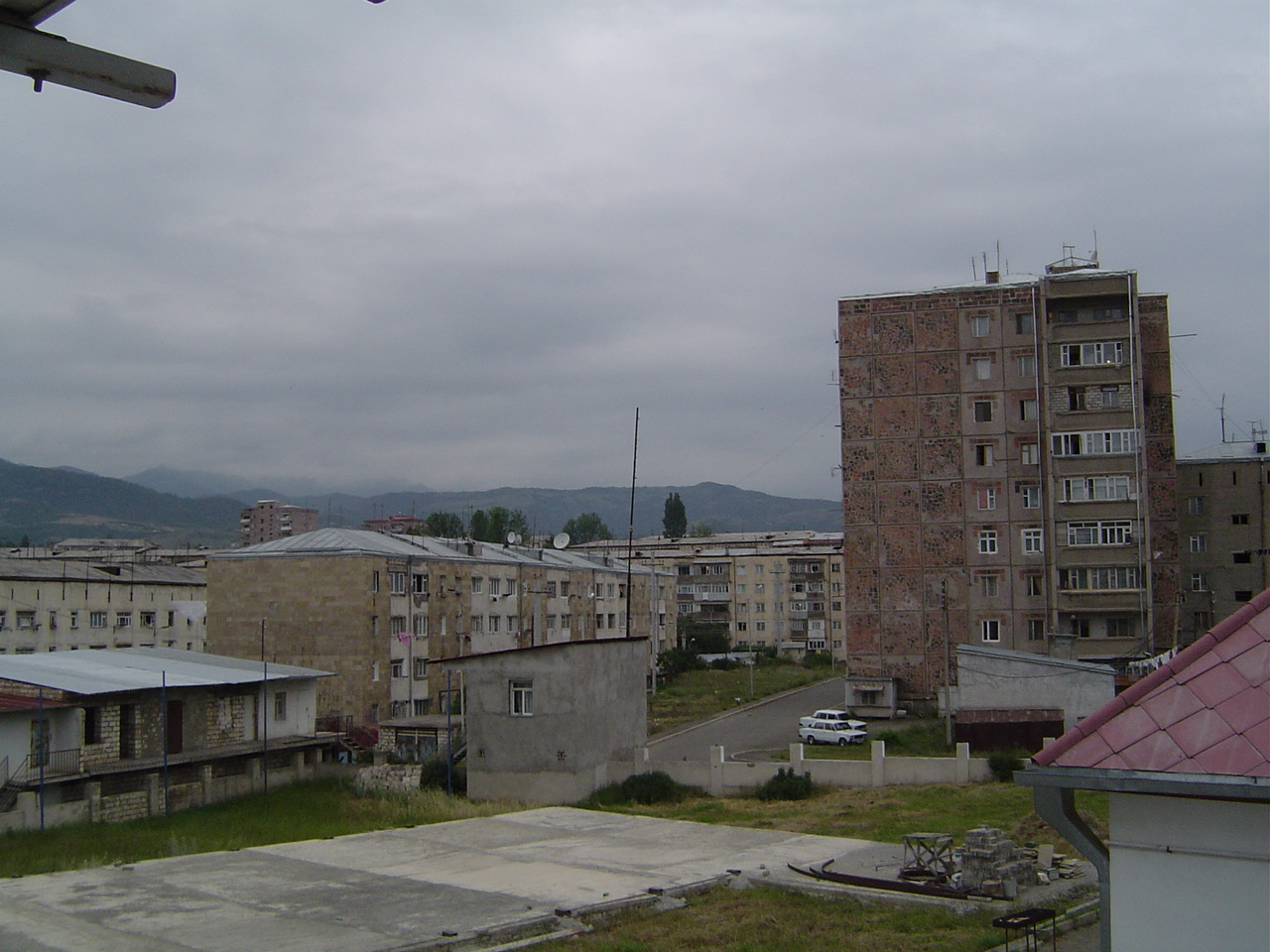
En vy över Stepanakerts sovjettida lägenhetshus från Nairi Hotel.

Den nutida konflikten om Karabach har sina rötter i de beslut som fattades av Josef Stalin och den kaukasiska byrån (Kavkazbiuro, Kavburo) under sovjetiseringen av Transkaukasien. Stalin var vid den tiden under tidigt 1920-tal, verkställande kommissarie för Sovjetunionens nationaliteter; den avdelning under vilken Kavburo lydde. Efter den ryska revolutionen 1917, blev Karabach en del av den transkaukasiska federationen, men denna upplöstes snart till de separata armeniska, azeriska och georgiska staterna. Under de kommande två åren (1918-1920), utkämpades en rad korta krig mellan Armenien och Azerbajdzjan om området. Den första armeniska församlingen från Nagorno-Karabach deklarerade områdets självstyre i juli 1918, och skapade ett nationellt råd och en regering.  Senare invaderades Karabach av trupper från det osmanska imperiet, vilka då möttes av väpnat motstånd från armenierna.
Sedan osmanska riket besegrats i första världskriget ockuperades Karabach av brittiska trupper. Det brittiska kommandot godkände provisoriskt Khosrov bey Sultanov (utsedd av den azeriska regeringen) som generalguvernör över Karabach och Zangezur, tills ett slutligt beslut skulle tas av fredskonferensen i Paris 1919. Beslutet underkändes av Karabachs armenier. I februari 1920 godtog Karabachs nationella råd preliminärt azerisk jurisdiktion, medan armenier överallt i Karabach fortsatte gerillakriget utan att någonsin godta denna överenskommelse. Överenskommelsen annullerades snart av det nionde församlingsmötet i Karabach, vilket deklarerade union med Armenien i april.
Under april 1920 när den azeriska armén bands upp i strider med lokala armeniska styrkor, togs Azerbajdzjan över av bolsjevikerna. Efter detta kom de omstridda områdena Karabach, Zangezur och Nachtjivan under armenisk kontroll. Under juli och augusti dock, ockuperade Röda Armén Karabach, Zangezur, och en del av Nachtjivan. Armenien undertecknade den 10 augusti 1920 en preliminär överenskommelse med bolsjevikerna, där en tillfällig bolsjevikisk ockupation tilläts i dessa områden tills en slutlig lösning skulle kunna uppnås. Armenien och Georgien togs också över av bolsjevikerna 1921, vilka ville vinna folkligt stöd genom att till Armenien utlova Karabach, tillsammans med Nachitjevan och Zangezur (en landremsa som skiljer Nachitjevan från resten av Azerbajdzjan). Dock hade också Moskva långtgående planer angående Turkiet - med hopp om att med lite hjälp från Ryssland, få det att utvecklas enligt kommunistiska riktlinjer. För behovet av att gå Turkiet till mötes, accepterade Moskva en uppdelning så att Zangezur skulle stå under armenisk kontroll, medan Karabach och Nachtjivan skulle hamna under azerisk kontroll. Hade så inte varit fallet, skulle Stalin ha lämnat allt detta under armenisk kontroll. Resultatet blev att Nagorno-Karabach autonoma oblast etablerades inom Azerbajdzjanska SSR den 7 juli 1923.
Före Sovjetunionens upplösning mot slutet av 1980-talet och början på 1990-talet, återuppstod frågan om Nagorno-Karabach. Med anklagelser mot den azeriska sovjetregeringen om påtvingad azerifiering av området, startade den armeniska majoritetsbefolkningen med ideologiskt och materiellt stöd från Armenien, en folkrörelse med målet att få området överfört till Armenien.

### Krig och självständighet

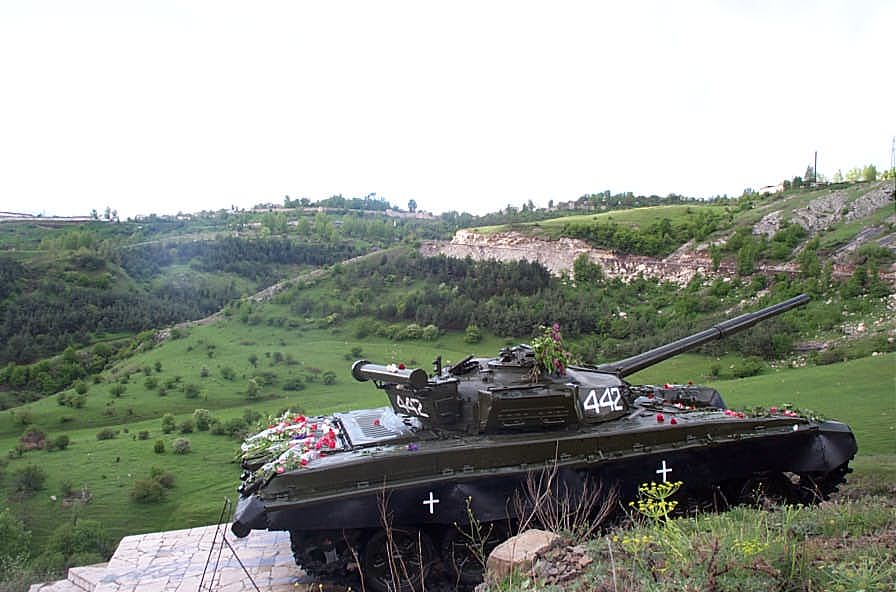
En restaurerad rysk T-72 tjänstgör som ett ockupationssminnesmärke i Sjusjis utkanter.

Armeniska deputerade från Nagorno-Karabachs nationalförsamling röstade 20 februari 1988 för att förena området med Armenien. Detta skulle resultera i spänningar mellan armenier och azerier i Azerbajdzjan. Några dagar senare, med start den 27 februari 1988, genomfördes flera angrepp på armenier i staden Sumqayıt i Azerbajdzjan, vilket kostade runt 30 människor livet. Händelsen brukar benämnas Sumgaitmassakern eller Sumgaitpogromen.
Stora mängder med flyktingar lämnade Armenien och Azerbajdzjan när pogromer började ske mot minoritetsbefolkningarna i respektive länder. Under hösten 1989 intensifierades den interetniska konflikten i och runt Nagorno-Karabach och Moskva garanterade de azeriska myndigheterna större handlingsfrihet att kontrollera området. Den sovjetiska politiken misslyckades dock, när ett förenat möte mellan Armeniens högsta sovjet och Nagorno-Karabachs nationalförsamling proklamerade förening mellan Nagorno-Karabach och Armenien.
I en folkomröstning 10 december 1991 bojkottad av lokala azerer, godkände armenierna i Nagorno-Karabach grundandet av en självständig stat. Ett sovjetiskt förslag om utökad autonomi för Nagorno-Karabach inom Azerbajdzjan ogillades av båda sidorna, och därefter utbröt ett markkrig mellan Armenien och Azerbajdzjan.
Kampen om Nagorno-Karabach eskalerade sedan både Armenien och Azerbajdzjan blivit självständiga från Sovjetunionen 1991. I det post-sovjetiska maktvakuumet, var de militära handlingarna mellan Armenien och Azerbajdzjan starkt påverkade av den ryska militären. Dessutom hyrde bägge sidor in legosoldater från Ukraina, Ryssland och Vitryssland. Mellan 1500 och 2500 afghanska mujaheddin stred för den azeriska sidan. Även tjetjenska krigare stred på den azeriska sidan.
Mot slutet av 1993 hade konflikten orsakat tusentals dödsoffer och drivit hundratusentals på flykt på båda sidorna. I maj 1994 hade Armenien tagit kontroll över 20 % av Azerbajdzjans territorium. I det läget erkände Azerbajdzjans regering, för första gången under hela konflikten, Nagorno-Karabach som en tredje part i kriget och inledde direkta förhandlingar med republikens myndigheter. Det resulterade i ett inofficiellt eldupphör 12 maj 1994 genom rysk medling, och detta gäller än idag.

## Nuvarande situation

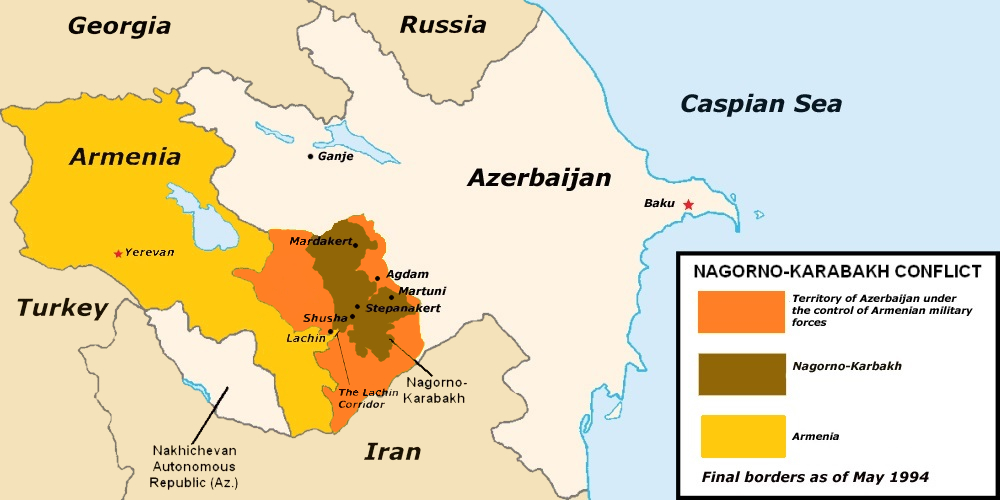
Karta över Nagorno-Karabach och det intilliggande azeriska territoriet för närvarande under armenisk kontroll

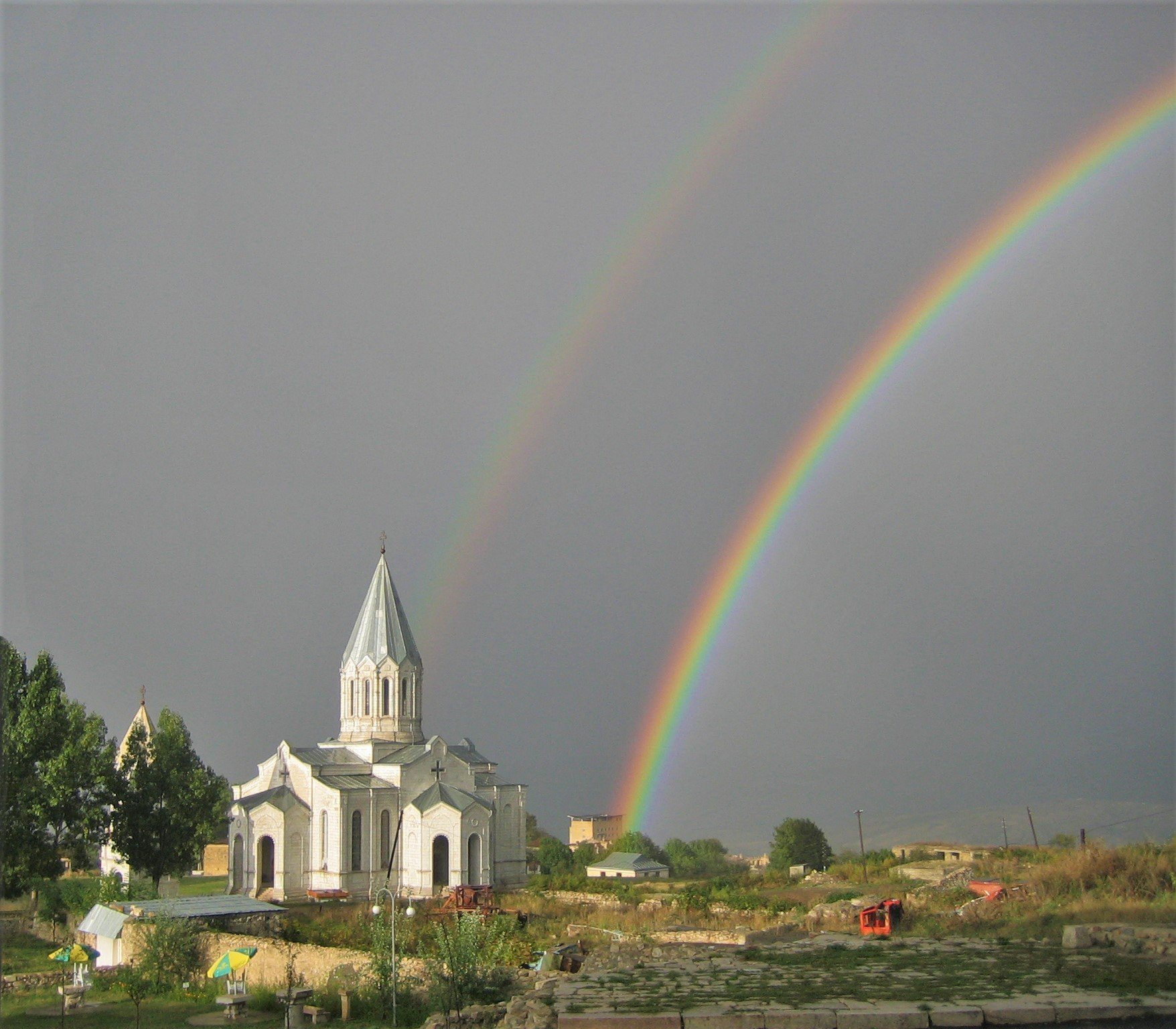
Ghazantjetsots under en dubbel regnbåge.

Idag[när?] är Nagorno-Karabach ett självstyrande område, de facto associerat med Armenien, och med namnet Republiken Artsach.  Det är nära knutet till Armenien och använder samma valuta, dram, även om landet har gett ut egna mynt och sedlar för samlarändamål. Enligt Human Rights Watch, "bidrog Armenien från början av Karabach-konflikten med hjälp, vapen, och frivilliga. Den armeniska inblandningen i Karabach eskalerade efter en azerisk offensiv i december 1993. Armenien började skicka in värnpliktiga, reguljära arméförband och inrikestrupper för att strida i Karabach." Politiken i Armenien och Karabach är så pass sammanblandad att en före detta president från Artsach, Robert Kotjarian, först blev premiärminister (1997) och senare president i Armenien (1998 tills vidare).
Fortfarande har den ena efter den andra av de armeniska regeringarna motstått det inrikespolitiska trycket att förena Nagorno-Karabach med Armenien. Detta av fruktan för hämndaktioner från Azerbajdzjan och det internationella samfundet, som fortfarande betraktar Nagorno-Karabach som en del av Azerbajdzjan. I sin fallstudie för Eurasien, tror Dov Lynch från WEU:s institut för säkerhetsstudier, att "Karabachs självständighet tillåter den nya armeniska staten att undvika det internationella aggressionsstigmat, trots det faktum att armeniska trupper deltog i kriget mellan 1991 och 1994 och fortsätter att bemanna frontlinjen mellan Karabach och Azerbajdzjan." Lynch citerar också att "styrkan hos de armeniska väpnade styrkorna, och Armeniens strategiska allians med Ryssland, betraktas som nyckelsköldar för skyddet av Karabach-staten enligt myndigheterna i Stepanakert."
För närvarande står medlingsprocessen stilla och de senaste samtalen i Rambouillet i Frankrike gav inte någon överenskommelse. Azerbajdzjans position har varit att de armeniska trupperna ska utrymma alla områden i Azerbajdzjan utanför Nagorno-Karabach, och att alla flyktingar ska tillåtas att återvända till sina hem innan Karabachs status kan diskuteras. Armenien erkänner inte Artsach som en laglig del av Azerbajdzjan, argumenterande därför att området deklarerat sin självständighet samtidigt som Azerbajdzjan blev en självständig stat, där båda är likvärdiga efterträdarstater till Sovjetunionen. Den armeniska regeringen insisterar på att Artsachs regering ska delta i alla diskussioner om områdets framtid, och vägrar att överlämna ockuperat land eller tillåta flyktingar att återvända innan samtal hålls om områdets status.
Representanter från Armenien, Azerbajdzjan, Frankrike, Ryssland och USA möttes under våren 2001 i Paris och i Key West i Florida. Detaljerna från dessa samtal har förblivit huvudsakligen hemliga, men parterna rapporteras ha diskuterat icke-hierarkiska förhållanden mellan den azeriska centralregeringen och de karabach-armeniska myndigheterna. Trots rykten om att parterna var nära en lösning, har de azeriska myndigheterna bestämt förnekat att någon överenskommelse har uppnåtts vare sig i Paris eller i Key West — både under Gejdar Alijevs tid som president, och efter hans son, Ilham Alievs tillträde under valet oktober 2003.
Ytterligare samtal mellan de armeniska och azeriska presidenterna, Robert Kotjarian och Ilham Aliev, hölls i september 2004 i Astana, Kazakstan, i samband med mötet för Oberoende staters samvälde (OSS). Det påstås att ett förslag som lyftes fram var tillbakadragandet av armeniska trupper från azeriskt territorium runt Nagorno-Karabach, och att folkomröstningar skulle hållas i Artsach och det övriga Azerbajdzjan angående områdets framtida status. Kotjarian och Aliev möttes åter den 10 - 11 februari 2006 i Rambouillet i Frankrike, för att diskutera grundläggande principer för en lösning av konflikten, inkluderat tillbakadragande av trupper, bildande av internationella fredsbevarande trupper och status för Artsach. Under veckorna före samtalen i Frankrike, uttryckte vice ordföranden i OSSE:s Minskgrupp, försiktig optimism om att någon form av överenskommelse var möjlig. Den franske presidenten Jacques Chirac mötte de båda ledarna var för sig och uttryckte förhoppningar om att samtalen skulle bära frukt. I motsats till optimismen i början, så gav samtalen i Rambouillet ingen överenskommelse när det gäller nyckelfrågor som Artsachs status och huruvida armeniska trupper skulle dras tillbaka från Kalbajar, vilka fortfarande var känsliga.
De senaste samtalen hölls på den polska ambassaden i Bukarest i Rumänien. Återigen var amerikanska, ryska, och franska diplomater närvarande under samtalen som varade i över 40 minuter. Den armeniske presidenten, Kotjarian tillkännagav tidigare att han var redo att "fortsätta dialogen med Azerbajdzjan för en lösning av konflikten om Nagorno-Karabach och att villkorslöst etablera förbindelser med Turkiet."
Olyckligtvis, enligt Armeniens utrikesminister, Vardan Oskanjan, blev det ingen framgång vid detta senaste möte. De båda presidenterna misslyckades med att komma överens om frågorna från det tidigare mötet i Rambouillet. Han noterade emellertid att mötet mellan Kotjarian och Aliev hölls i en normal atmosfär. "Hursomhelst," tillade han, "de två ländernas utrikesministrar är förpliktigade att fortsätta med samtal om lösningen av Nagorno-Karabachkonflikten och försöka finna gemensamma punkter innan presidenterna möts nästa gång."
Den största motsättningen mellan de båda sidorna under Bukarestmötet var Artsachs status. Azerbajdzjans hållning var ett löfte om att ge Artsach den "högsta grad av autonomi som antagits i världen." Armenien föredrog en folkomröstning bland Nagorno-Karabachs befolkning för att besluta om dess framtid, en hållning som också intogs av de internationella medlarna. Svaret från Baku till den armeniska hållningen var att det betraktades som ett hot mot Azerbajdzjans territoriella integritet. Den armeniske utrikesministern sade 27 juni, att båda parter hade kommit överens om att tillåta Artsachs folk att rösta om områdets framtida status. Det azeriska utrikesministeriet förnekade officiellt detta uttalande. Enligt den azeriske oppositionsledaren Isa Gambar, accepterade Azerbajdzjan verkligen denna folkomröstning. Fortfarande har inget officiellt bekräftat detta.
Den pågående "Pragprocessen" under överinseende av OSSE:s Minskgrupp gjorde i skarp kontrast till detta under sommaren 2006 en serie sällsynta, offentliga avslöjanden som verkade avsedda till att få igång de låsta förhandlingarna. Efter ett offentliggörande i juni 2006 av ett dokument som lade ut Minskgruppens hållning, vilken fram till dess noggrant hade hemlighållits, berättade en tjänsteman på USA:s utrikesdepartement, Matthew Bryza, för Radio Free Europe att Minskgruppen förordade en folkomröstning i Artsach som skulle fastställa områdets slutliga status. Denna folkomröstning skulle enligt OSSE inte äga rum i hela Azerbajdzjan, utan enbart i Artsach. Detta var ett hårt slag för Azerbajdzjan, och trots att landets regering talat om att försöka finna ett mer vänligt inställt forum för framtida förhandlingar, så har inte detta inträffat ännu.
Under 2006 publicerades även i Ryssland en stor encyklopedi i 63 volymer, där i inledningen till artikeln om Nagorno-Karabach området beskrivs som en självständig enhet historiskt tillhörande armenierna. Azerbajdzjan har protesterat mot detta stycke i den ryska encyklopedin och överlämnat ett protestbrev till den ryske ambassadören i Azerbajdzjan med krav på att encyklopedin ska tas i beslag och korrigeras.

### Internationell status

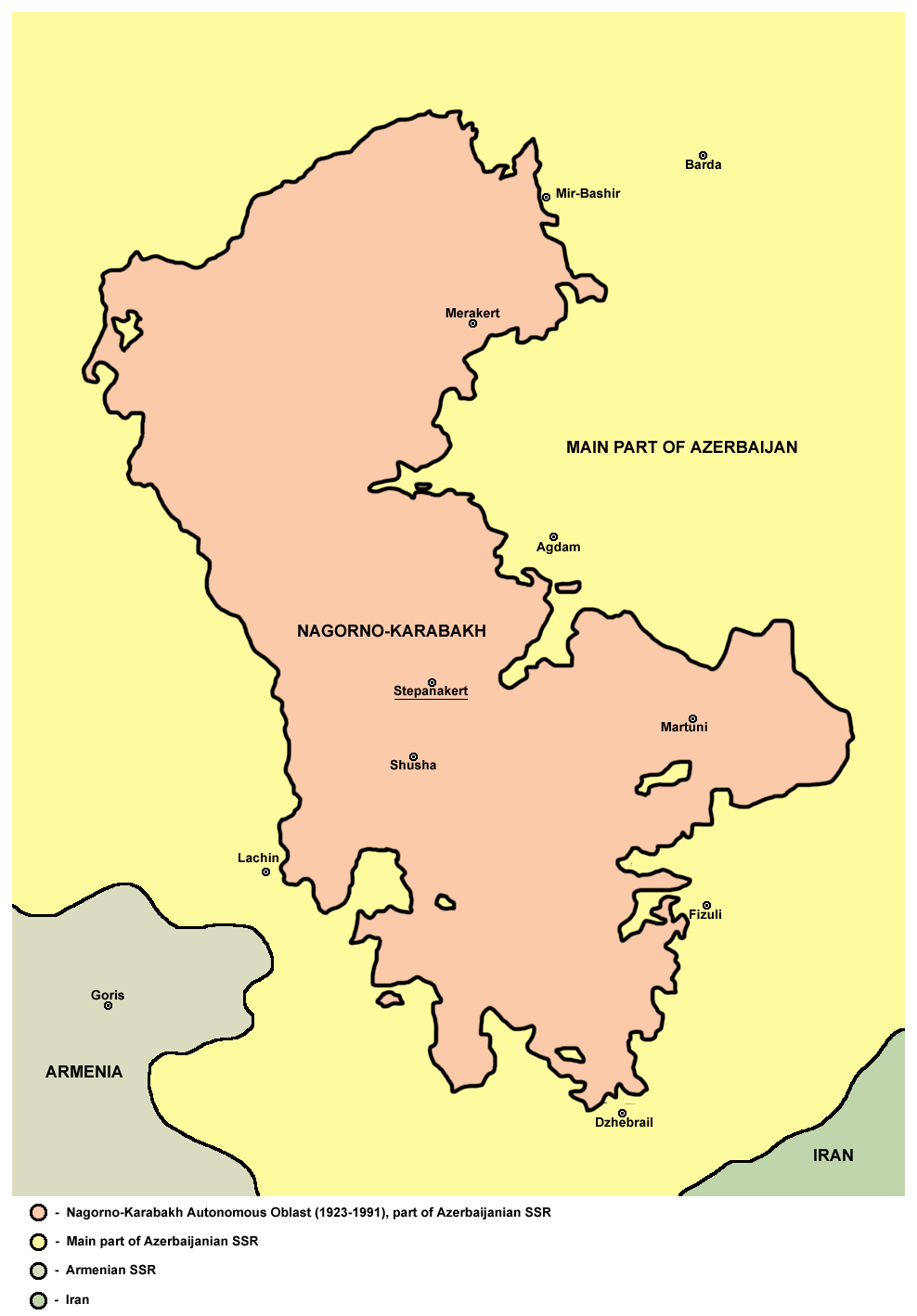
Karta över Nagorno-Karabach autonoma oblast med dess största städer

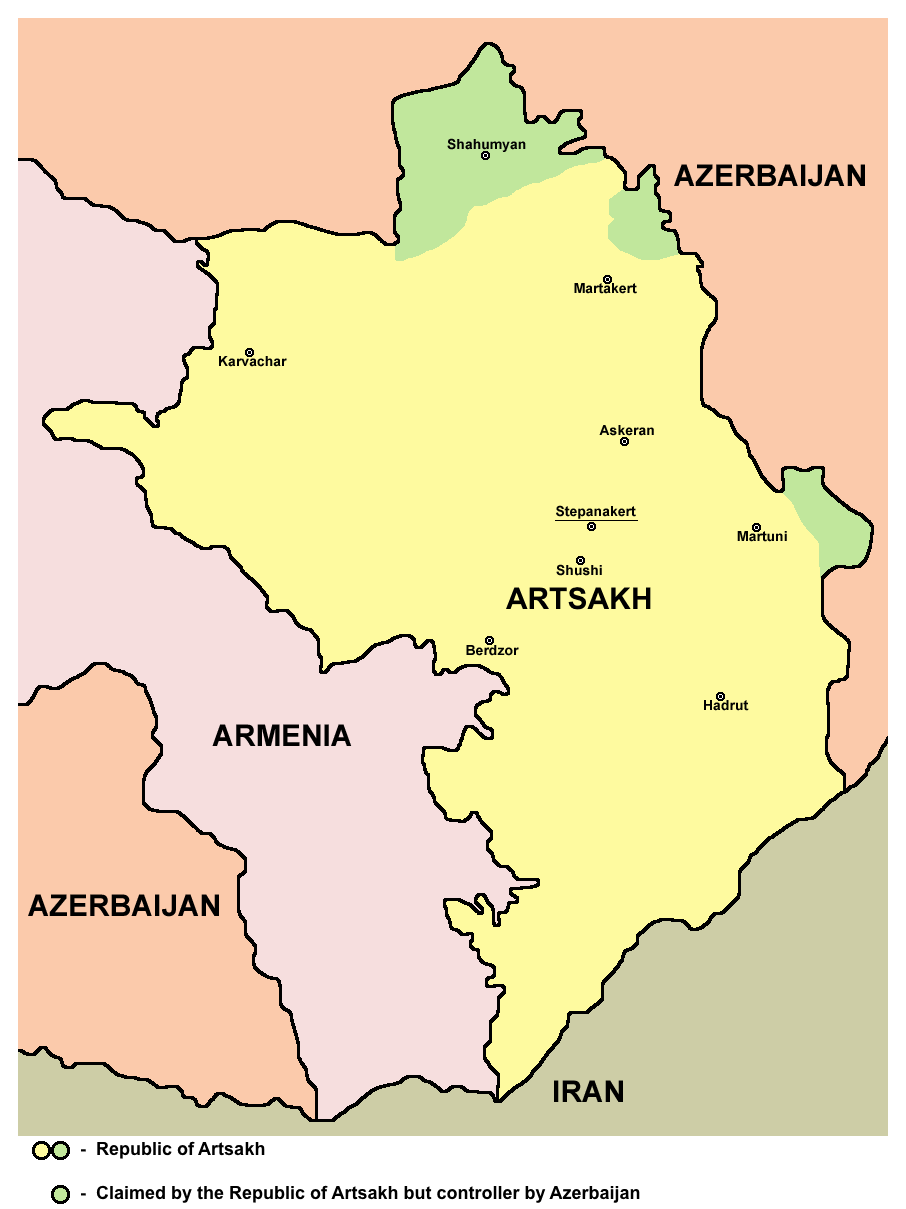
Republiken Artsach (= den del av Azerbajdzjan som är utanför landets kontroll) i gult.

Republiken Artsachs självständiga status är inte erkänd av någon annan stat, inkluderat Armenien. Tre resolutioner i FN:s säkerhetsråd (853, 874, och 884) och FN:s generalförsamlings resolutioner 49/13 och 57/298 refererar till Nagorno-Karabach som en region i Azerbajdzjan. En rapport författad av den brittiske parlamentsledamoten och rapportören David Atkinson, som presenterats för Politiska Kommittén inom Europarådets församling (PACE) säger att "Azerbajdzjans gränser erkänts internationellt samtidigt som landet erkändes som självständig stat 1991", samt att "Azerbajdzjans territorium omfattade området Nagorno-Karabach".
Den senaste resolutionen, #1416, antaget av PACE, uttalade att "Ansenliga delar av Azerbajdzjans territorium är fortfarande ockuperade av armeniska styrkor, och separatiststyrkor kontrollerar fortfarande området Nagorno-Karabach." Resolutionen uttalar vidare: "Församlingen vidhåller att ett medlemslands ockupation av främmande territorium innebär ett grovt brott mot den statens skyldigheter som medlem av Europarådet och hävdar flyktingars rätt att  säkert och värdigt återvända till sina hem." Med hänvisning till resolutionerna 822, 853, 874 och 884 (alla från 1993) i FN:s säkerhetsråd, uppmanade PACE "de inblandade parterna att följa dessa, särskilt för att undvika väpnad konflikt och för att dra tillbaka militära styrkor från alla ockuperade territorier". Resolutionen uppmanade också "Azerbajdzjans regering att etablera kontakt, utan förutsatta villkor, med de politiska representanterna för båda grupperna från området Nagorno-Karabach angående områdets framtida status." 
Europarådet uppmanade Artsachs de facto-myndigheter att avstå från att genomföra ensidiga "lokala självstyreval" i Artsach. "Dessa så kallade 'val' kan inte bli legitima," framhärdade ordföranden i Europarådets ministerkommitté tillika Liechtensteins utrikesminister Ernst Walch, parlamentariska församlingens president Lord Russell-Johnston och generalsekreteraren Walter Schwimmer. De påminde om att efter den väpnade konflikten mellan Armenien och Azerbajdzjan 1991-1994, tvingades en ansenlig del av områdets befolkning att fly från sina hem, vilka fortfarande lever som flyktingar i de inblandade länderna eller utomlands. Denna hållning intogs dessutom av Walter Schwimmer, Europarådets generalsekreterare den 4 augusti 2004 med hänvisning till de kommande valen i området.
Europeiska unionen deklarerade att den "bekräftar sitt stöd för Azerbajdzjans territoriella integritet, och framhärdar i att inte erkänna Nagorno-Karabachs självständighet. Europeiska unionen kan inte betrakta som legitima de 'presidentval', som är planerade att äga rum 11 augusti 2002 i Nagorno-Karabach".
Det amerikanska utrikesdepartementets årsrapport över mänskliga rättigheter - 2006, utkommen den 6 mars 2007, uttalar att "Armenien fortsätter att ockupera det azeriska territoriet Nagorno-Karabach och sju intilliggande azeriska territorier. Under året har incidenter längs den militariserade frontlinjen som skiljer sidorna åt resulterat i åtskilliga förluster på båda sidor".
I republiken Artsachs självständighetsdeklaration har uttalats att "Republiken Artsach åtnjuter de rättigheter som republiker givits av Sovjetunionens konstitution och lagstiftning och förbehåller sig rätten att oberoende besluta i frågan om sin statliga-legala status baserat på politiska konsultationer och förhandlingar med ledningarna för unionen och republikerna."
Enligt en analys av centret för internationell lag och politik på New England School of Law, "har Artsach en rättighet till nationellt självbestämmande, inkluderat rätten att uppnå självständighet, enligt kriterier erkända under internationell rätt... Principen om självbestämmande är inkluderad i FN:s stadgar, och har ytterligare inpräntats i de internationella stadgarna angående civila och politiska rättigheter liksom i de internationella stadgarna angående ekonomiska, sociala och kulturella rättigheter... Rätten till självbestämmande har också upprepade gånger slagits fast i en serie resolutioner antagna av FN:s generalförsamling." ... [som Republiken Artsachs] självständighet deklarerades inte från Sovjetunionen utan från Azerbajdzjan, ... [och som Artsach] vid den tiden var del av ett fortfarande existerande och internationellt erkänt Sovjetunionen, ... Republiken Artsachs självständighetsdeklaration följde fullt ut med existerande lagstiftning. ... [I synnerhet,] reglerar den sovjetiska lagen från 1990 med titeln 'Sovjetunionens lag angående procedur för en sovjetrepubliks utträde ur Sovjetunionen,' förordar också att en republiks utträde ur Sovjetunionen även tillåter en autonom region och kompakt bosatta minoritetsregioner inom samma republiks territorium att också de utlösa sin självständighetsprocess. ... [Dessutom] annullerade inte Sovjetunionens konstitutionella översiktskommitté Republiken Artsachs självständighetsdeklaration, eftersom denna deklaration ansågs följa den då existerande lagstiftningen".
Ett bakgrundsdokument förberett av generaldirektoratet för politiska ärenden inom Europarådet för seminariet "Ungdom och konfliktlösning" (Strasbourg, 31 mars - 2 april 2003), uttalar å andra sidan, "att den armeniska sidan håller fast vid att Artsachs självständighetsomröstning genomfördes enligt den sovjetiska lagen om 'Procedur lösning av problem vid en sovjetrepubliks utträde ur Sovjetunionen' från 3 april 1990. Artikel 3 i denna lag gav autonoma områden inom sovjetrepubliker rätten att självständigt, genom folkomröstningar, besluta om de önskade kvarstå inom Sovjetunionen eller följa med republiken i samband med utträde ur Sovjetunionen. Det skulle då, enligt denna lag, se ut som om Artsach skulle välja mellan två alternativ: att kvarstå inom Sovjetunionen eller att gå med i ett självständigt Azerbajdzjan; självständighet för Artsach verkar inte vara möjlig".
OSSE:s Minskgrupp har tillåtit Republiken Artsach (refererat till som "ledningen i Artsach"), såväl som Armenien och Azerbajdzjan, att delta i fredsprocessen som "parter i konflikten," och den azeriska folkgruppen i området som en "intressepart". Ordföranden i OSSE:s Minskkonferens menade att "beteckningarna 'part i konflikten' och 'ledningen i Artsach' inte avser erkännande av någon diplomatisk eller politisk status under inhemsk eller internationell lag". Den azeriska gruppen leds av Nizami Bakhmanov, ledaren för den verkställande makten i Sjusja-regionen.
På en presskonferens i Jerevan uttalade sig den ryske vice ordföranden i OSSE:s Minskgrupp Jurij Merzljakov, "vid presskonferensen i Baku tryckte jag på att Nagorno-Karabach var en del av Azerbajdzjan SSR och inte av Azerbajdzjan. Jag vet utomordentligt väl att Nagorno-Karabach fram till 1917 var en del av det ryska imperiet. Historien är nödvändig när konflikter ska lösas, men det är nödvändigt att gå vidare från internationell lag". Under tiden efter amerikansk-azeriska säkerhetskonsultationer den 10 juni 2007 i Washington D.C. med den azeriske vice utrikesministern Araz Azimov, USA:s biträdande vice utrikesminister, den amerikanske vice ordföranden i OSSE:s Minskgrupp Matthew Bryza uttalade sig dessa gemensamt i en presskonferens: "I den internationella lagstiftningens kretsar finns det ingen universell formel för den territoriella integritetens företrädesrätt över folks självbestämmanderätt".

### Mänskliga rättigheter

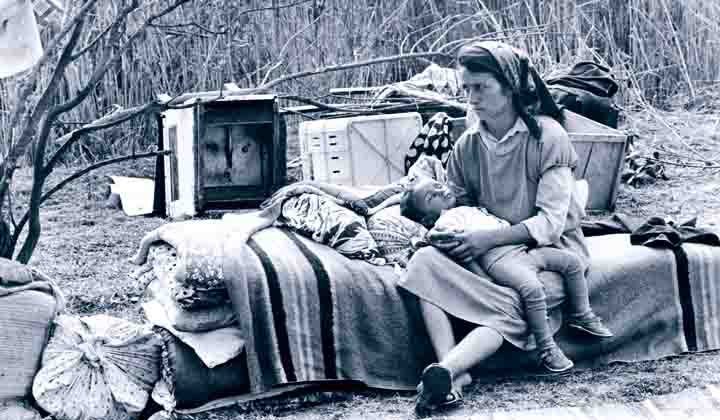
Azeriska flyktingar från Nagorno-Karabach och de kringliggande områdena

Nagorno-Karabachkonflikten har resulterat i att 528 000 (detta antal inkluderar inte nyfödda barn till flyktingar) azerer från armeniskockuperade områden inklusive Nagorno-Karabach, och 220 000 azerer, 18 000 kurder och 3 500 ryssar flydde från Armenien till Azerbajdzjan under 1988 och 1989. Den azeriska regeringen har beräknat att 63 % av de interna flyktingarna lever under fattigdomsgränsen jämfört med 49 % av den totala befolkningen. Ungefär 154 000 bor i huvudstaden, Baku. Enligt en internationell organisation (International Organization for Migration), bor 40 000 flyktingar i läger, 60 000 i underjordiska skyddsrum, och 20 000 i järnvägsvagnar. 40 000 flyktingar bor i EU-finansierade bosättningar och UNHCR håller med boende för ytterligare 40 000. Utöver detta bor 5 000 flyktingar i övergivna eller förfallna skolor. Andra bor på tåg, vid vägkanter i halvfärdiga hus, eller i offentliga byggnader som turisthotell och hälsoanläggningar. Tiotusentals bor i tältläger där dålig vattentillgång och usla sanitära förhållanden orsakar infektioner i mag-tarmkanalen, tuberkulos, och malaria.
Den azeriska regeringen har varit ovillig att integrera dessa interna flyktingar i resten av samhället eftersom det skulle kunna tolkas som att en permanent förlust av Nagorno-Karabah accepteras. Regeringen har ålagt internflyktingarna att registrera var de nu bor som ett försök att bättre kunna fördela den begränsade och i stort sett otillräckliga inhemska och internationella hjälpen eftersom Armenien förordat restriktioner och USA har infört begränsningar av humanitärt bistånd till Azerbajdzjan. Många internflyktingar kommer från landsbygden och har haft svårt att komma in på städernas arbetsmarknad. Många internationella hjälporganisationer har minskat eller upphört med biståndet till dessa flyktingar och anger Azerbajdzjans ökade oljeinkomster som skäl till neddragningarna. Dödligheten hos barn till flyktingar är 3 - 4 gånger högre än hos resten av befolkningen. Andelen dödfödda var 88,2 per 1 000 födda bland internflyktingarna. Majoriteten av flyktingarna har levt under svåra förhållanden i mer än 13 år.
I stort sett alla etniska armenier (cirka 280 000) som  under kriget flydde från Azerbajdzjan och det omtvistade området Nagorno-Karabach bor under flyktingliknande förhållanden i Armenien. Vissa har lämnat landet, främst för Ryssland. Deras barn som fötts i Armenien blir automatiskt armeniska medborgare men de minskar trots detta konstant i antal på grund av utflyttning och avregistrering, som krävs för att de ska kunna naturaliseras. Ungefär 250 000 av dem har flytt från övriga Azerbajdzjan (utanför Nagorno-Karabach) och ungefär 30 000 kom från Nagorno-Karabach. Alla registrerades av regeringen som flyktingar vid årsslutet.

### Konstitutionell folkomröstning
Arkadi Ghukasian undertecknade den 3 november 2006  ett dekret om att genomföra en folkomröstning angående ett förslag till konstitution för Artsach, och denna avhölls 10 december samma år. Enligt de preliminära resultaten från den 10 december godkände 98,6 procent av väljarna denna konstitution. Dokumentets 142:a artikel beskriver Republiken Artsach som "en suverän, demokratisk, legal och social stat"; dock avvisade EU, OSSE och GUAM denna folkomröstning. EU uttalade att det var "medvetet om att en 'konstitutionell folkomröstning' ägt rum," men försäkrade att endast en framförhandlad lösning mellan Azerbajdzjan och etniska armenier kan ge en beständig lösning. I ett uttalande ansåg OSSE:s ordförande Karel De Gucht, omröstningen som potentiellt skadlig för den pågående fredsprocessen, vilken han sade, hade visat "synliga framsteg" och är i ett "hoppfullt läge". Resultatet kritiserades också av Turkiet, som traditionellt lierat sig med Azerbajdzjan på grund av den gemensamma islamska religionen och etniska turkiska rötter.